# Camillo Pilotto
Camillo Pilotto (Roma, 6 febbraio 1888 – Roma, 27 maggio 1963) è stato un attore italiano.

## Biografia
Fu uno dei più importanti caratteristi sul palcoscenico della prima metà del Novecento. Figlio d'arte – suo padre Libero Pilotto era attore e autore teatrale, sua madre Antonietta Moro era attrice – debuttò sulle scene teatrali nella compagnia di Ermete Novelli nel 1903, a soli 15 anni, e apparve nelle compagnie più famose fino alla fine degli anni cinquanta. Rimarchevole il personaggio di Cotrone da lui interpretato nel secondo dopoguerra ne I giganti della montagna di Pirandello - autore al quale fu personalmente legato e per il quale recitò nella compagnia da lui diretta - per la regia di Strehler.
Il suo esordio sul grande schermo avvenne durante il periodo muto, nel film Il sopravvissuto (1916), diretto da Augusto Genina, e per un decennio comparve in un buon numero di pellicole. Con l'avvento del sonoro divenne uno degli esponenti più in vista del cinema dei telefoni bianchi e anche nel dopoguerra prese parte a numerosissimi film, talvolta nel ruolo di protagonista.
Comparve nel primo film sonoro italiano, La canzone dell'amore (1930), diretto da Gennaro Righelli, ma i ruoli più interessanti li ottenne come valido caratterista nei film Il Passatore (1947) di Duilio Coletti e Penne nere (1952) di Oreste Biancoli.
Insieme all'attività cinematografica (oltre 100 film interpretati) negli ultimi anni fece alcune presenze in televisione, dove comparve in diversi sceneggiati di successo, tra i quali Piccolo mondo antico (1957) di Silverio Blasi, Canne al vento (1958) di Mario Landi, Il mulino del Po (1963) di Sandro Bolchi e Le anime morte (1963) di Edmo Fenoglio, l'ultima sua apparizione assoluta mandata in onda postuma.

## Teatro
- Maya, di Simon Gantillon, regia di Orazio Costa, prima al Teatro Eliseo di Roma il 24 novembre 1945.
- Scampolo, di Dario Niccodemi, prima al Teatro Eliseo il 6 dicembre 1945.
- Il crogiuolo, di Arthur Miller, regia di Luchino Visconti, Roma, Teatro Quirino, 15 novembre 1955.

## Filmografia parziale

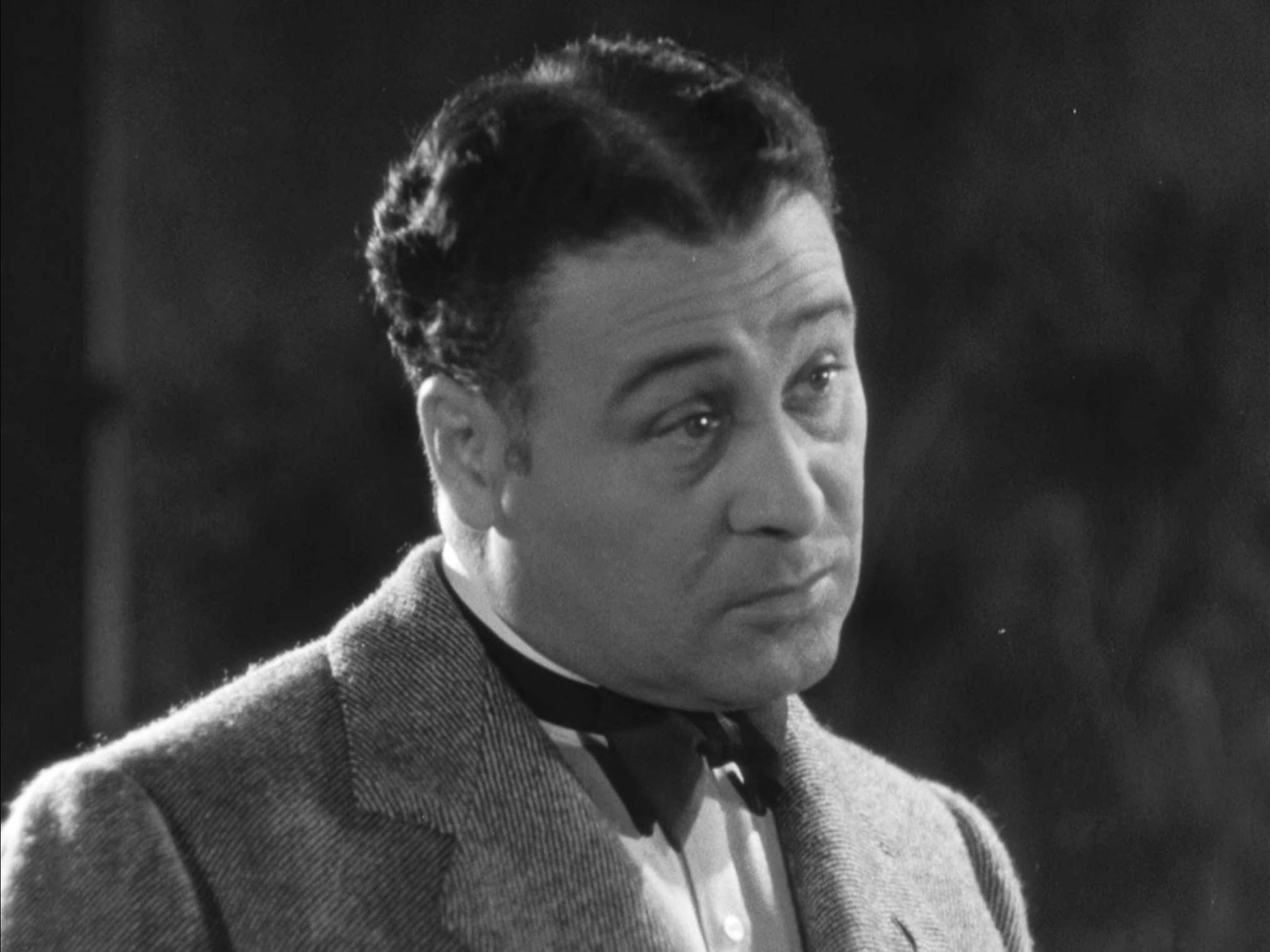
Camillo Pilotto in Tempo massimo (1934)

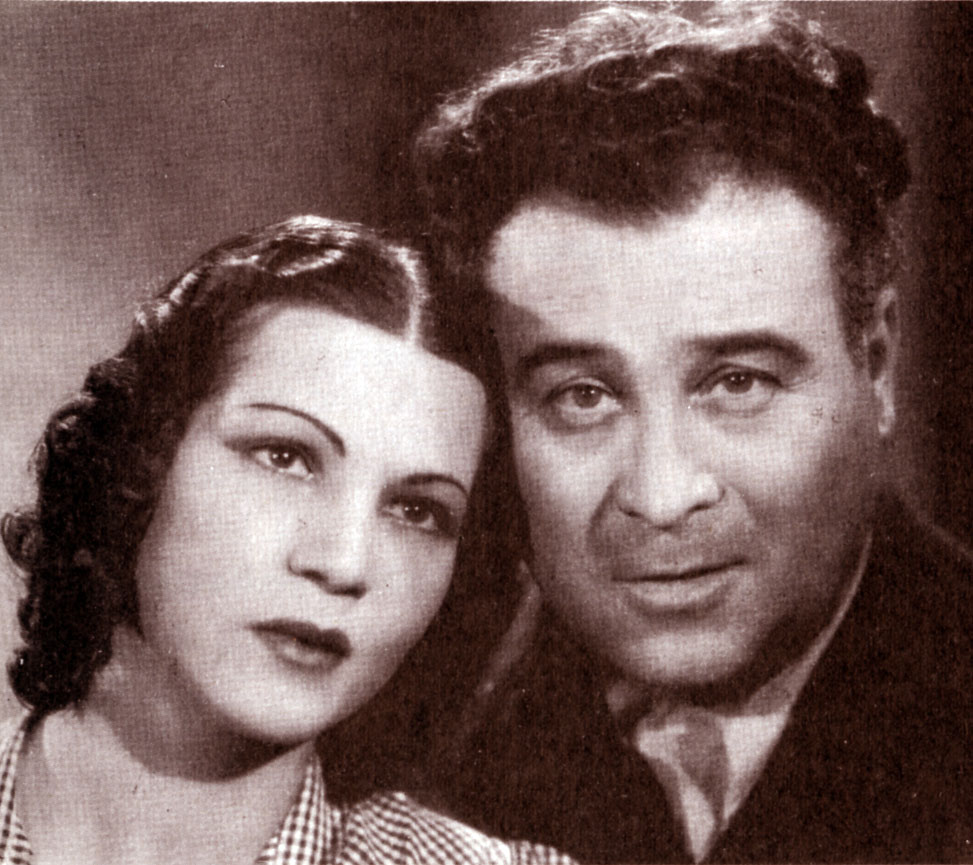
Camillo Pilotto e Luisa Ferida in Tutta la vita in una notte (1939)

### Cinema
- Il sopravvissuto, regia di Augusto Genina (1916)
- Partita doppia, regia di Eugenio Perego (1916)
- Così è la vita, regia di Eugenio Perego (1917)
- La capanna dello zio Tom, regia di Riccardo Tolentino (1918)
- Federica d'Illiria, regia di Eleuterio Rodolfi (1919)
- Tempesta nel nido, regia di Nino Valentini (1926)
- La canzone dell'amore, regia di Gennaro Righelli (1930)
- La vacanza del diavolo, regia di Jack Salvatori (1931)
- La vecchia signora, regia di Amleto Palermi (1931)
- La riva dei bruti, regia di Mario Camerini (1931)
- Cinque a zero, regia di Mario Bonnard (1932)
- La segretaria per tutti, regia di Amleto Palermi (1933)
- Il caso Haller, regia di Alessandro Blasetti (1933)
- Tempo massimo, regia di Mario Mattoli (1934)
- Le scarpe al sole, regia di Marco Elter (1935)
- Porto, regia di Amleto Palermi (1935)
- Lorenzino de' Medici, regia di Guido Brignone (1935)
- L'anonima Roylott, regia di Raffaello Matarazzo (1936)
- Sette giorni all'altro mondo, regia di Mario Mattoli (1936)
- Il grande appello, regia di Mario Camerini (1936)
- Gli ultimi giorni di Pompeo, regia di Mario Mattoli (1937)
- Scipione l'Africano, regia di Carmine Gallone (1937)
- I fratelli Castiglioni, regia di Corrado D'Errico (1937)
- Sotto la croce del sud, regia di Guido Brignone (1938)
- I figli del marchese Lucera, regia di Amleto Palermi (1938)
- Il conte di Bréchard, regia di Mario Bonnard (1938)
- Abuna Messias, regia di Goffredo Alessandrini (1939)
- Traversata nera, regia di Domenico Gambino (1939)
- Retroscena, regia di Alessandro Blasetti (1939)
- Tutta la vita in una notte, regia di Corrado D'Errico (1939)
- L'albergo degli assenti, regia di Raffaello Matarazzo (1939)
- Scandalo per bene, regia di Esodo Pratelli (1940)
- Abbandono, regia di Mario Mattoli (1940)
- La peccatrice, regia di Amleto Palermi (1940)
- L'avventuriera del piano di sopra, regia di Raffaello Matarazzo (1941)
- I pirati della Malesia, regia di Enrico Guazzoni (1941)
- L'amante segreta, regia di Carmine Gallone (1941)
- I mariti (Tempesta d'anime), regia di Camillo Mastrocinque (1941)
- Giungla, regia di Nunzio Malasomma (1942)
- La Gorgona, regia di Guido Brignone (1942)
- Redenzione, regia di Marcello Albani (1943)
- Cenerentola e il signor Bonaventura, regia di Sergio Tofano (1943)
- Canal Grande, regia di Andrea Di Robilant (1943)
- Una piccola moglie, regia di Giorgio Bianchi (1944)
- La sua strada, regia di Mario Costa (1946)
- Il Passatore, regia di Duilio Coletti (1947)
- Furia, regia di Goffredo Alessandrini (1947)
- Gente così, regia di Fernando Cerchio (1949)
- Cavalcata d'eroi di Mario Costa (1949)
- La cintura di castità, regia di Camillo Mastrocinque (1949)
- Gli ultimi giorni di Pompei, regia di Paolo Moffa (1950)
- Alina, regia di Giorgio Pàstina (1950)
- Il ladro di Venezia, regia di John Brahm (1950)
- Abbiamo vinto!, regia di Robert Adolf Stemmle (1950)
- Il tradimento, regia di Riccardo Freda (1951)
- Ha fatto 13, regia di Carlo Manzoni (1951)
- Senza bandiera di Lionello De Felice (1951)
- Giovinezza, regia di Giorgio Pàstina (1952)
- Wanda la peccatrice, regia di Duilio Coletti (1952)
- Penne nere, regia di Oreste Biancoli (1952)
- Il romanzo della mia vita, regia di Lionello De Felice (1952)
- Passione, regia di Max Calandri (1953)
- La schiava del peccato, regia di Raffaello Matarazzo (1954)
- I tre ladri, regia di Lionello De Felice (1954)
- Guai ai vinti, regia di Raffaello Matarazzo (1954)
- Casta Diva, regia di Carmine Gallone (1954)
- Peppino e la vecchia signora, regia di Piero Ballerini (1954)
- Giuditta e Oloferne, regia di Fernando Cerchio (1959)
- Erode il Grande, regia di Arnaldo Genoino e Viktor Turžanskij (1959)

### Televisione
- Come le foglie, di Giuseppe Giacosa, regia di Mario Ferrero, trasmesso il 26 marzo 1954.
- L'impostore di Carlo Goldoni, regia di Lino Procacci, 27 maggio 1957.
- Santa Caterina da Siena, di Gherardo Gherardi, regia di Giulio Pacuvio, 23 settembre 1957.
- Piccolo mondo antico, dal romanzo di Antonio Fogazzaro, regia di Silverio Blasi, 5 puntate, dal 26 ottobre al 23 novembre 1957.
- Festival della famiglia Gurgià, di Cesare Giulio Viola regia di Carlo Lari (1958)
- Canne al vento, regia di Mario Landi, 4 puntate, dall'8 al 29 novembre 1958.
- Tutte bugie, testo e regia di Alessandro De Stefani, 13 marzo 1959.
- Fuente Ovejuna, di Lope de Vega, regia di Anton Giulio Majano, 3 aprile 1959.
- La famegia del Santolo, di Giacinto Gallina, regia di Carlo Lodovici, 8 novembre 1960.
- Tutto da rifare pover'uomo, regia di Eros Macchi, 5 puntate, dal 25 dicembre 1960 al 22 gennaio 1961.
- Il cavalier parigino, di Giovan Battista Fagiuoli, regia di Alessandro Brissoni, 14 febbraio 1961.
- Giuditta, di Friedrich Hebbel, regia di Giacomo Vaccari, 3 marzo 1961.
- Candida, di George Bernard Shaw, regia di Edmo Fenoglio, 7 aprile 1961.
- I legittimisti in Italia, di Luigi Suñer, regia di Flaminio Bollini, 23 giugno 1961.
- La ragazza sull’asfalto, di Malcolm Hulke ed Eric Paice, 30 marzo 1962.
- Una burla riuscita, dal racconto di Italo Svevo, regia di Edmo Fenoglio, 3 maggio 1962.
- Lo stilita, di Tullio Pinelli, regia di Claudio Fino, 2 novembre 1962.
- La foresta, di Aleksandr Nikolaevič Ostrovskij, regia di Edmo Fenoglio, 14 gennaio 1963.
- Il mulino del Po, regia di Sandro Bolchi, 5 puntate, dal 13 gennaio al 10 febbraio 1963.
- Il cardinale Lambertini, regia di Silverio Blasi trasmesso sul programma nazionale (1963)
- La slitta d'oro, di Leonid Maksimovič Leonov, regia di Silverio Blasi, 27 maggio 1963.
- Delitto a Corfù, di Massimo Dursi,regia di Giacomo Colli, 24 giugno 1963.
- Le anime morte, dal romanzo di Nikolaj Gogol', regia di Edmo Fenoglio, 7 e 14 luglio 1963.

## Doppiaggio
- Victor McLaglen in Una gabbia di matti, Il traditore
- Wallace Beery in Gentiluomo ma non troppo
- Henry Stephenson in La riva dei peccatori
- Walter Huston in Infedeltà
- Eugene Pallette in Le stranezze di Jane Palmer

Fu doppiato a sua volta da:
- Mario Besesti in La gorgona, Il passatore, Penne nere, Casta diva
- Luigi Pavese in Il romanzo della mia vita

## Prosa radiofonica Rai
- Candida, di George Bernard Shaw, regia di Guglielmo Morandi, trasmessa il 26 febbraio 1951.
- Cugino Filippo, di Sergio Pugliese, regia di Eugenio Salussolia, trasmessa il 26 luglio 1951
- Belinda e il mostro, di Bruno Cicognani, musiche di Vito Frazzi, regia di Umberto Benedetto, trasmessa il 6 settembre 1955.
- Scaccomatto, commedia di Alessandro Varaldo, regia di Eugenio Salussolia, trasmessa il 23 luglio 1956
- La calzolaia ammirevole, di Federico García Lorca, regia di Guglielmo Morandi, trasmessa il 7 maggio 1957.
- L'ultima stanza, di Graham Greene, regia di Orazio Costa, trasmessa il 16 giugno 1963.